# Chromosome homologue

Comme ce caryotype le montre, une cellule humaine diploïde contient 23 paires de chromosomes homologues (seule la, les chromosomes sexuels, sont des chromosomes homologues hétérosomes). La cellule possède donc deux exemplaires de chaque chromosome; l'un des deux provient de la mère et l'autre du père. Les chromosomes paternels et maternels dans une paire homologue ont les mêmes gènes aux mêmes loci, mais peuvent être composés de différents allèles.

Un couple de chromosomes homologues est une association de deux chromosomes (dits homologues) dans une cellule durant la méiose. Plus précisément, cette association se fait en prophase I de méiose et se termine en anaphase I, où les chromosomes homologues se séparent. Ces deux chromosomes sont dits homologues puisqu'ils se ressemblent énormément : ils font la même taille et possèdent les mêmes gènes aux exactes mêmes positions (aux mêmes loci). En revanche, ces gènes peuvent être hétérozygotes (allèles différents) puisque ces deux chromosomes ont une histoire de vie différente : l'un provient de la mère de l'organisme concerné (chromosome maternel), l'autre du père de l'organisme concerné (chromosome paternel) et ont donc pu subir des mutations différentes sur de mêmes gènes faisant d'eux des allèles différents. Les chromosomes homologues concernent donc des organismes diploides à reproduction sexuée comme l'humain.
La prise en compte des paires de chromosomes homologues est une des bases pour les lois de Mendel qui caractérisent les modèles de transmission de matériel génétique d'un organisme à sa progéniture, il s'agit aussi d'une base fondamentale pour la compréhension de l'expression génétique avec des allèles dominants et récessifs.
Une paire de chromosomes homologues forme un bivalent.

## Enjambement
Si les chromosomes homologues portent les mêmes gènes, cela ne signifie pas qu'ils codent la même information génétique puisque le même gène paternel et maternel peut présenter des mutations : on parle alors d'allèles. Au cours de la méiose, les chromosomes homologues s'apparient et s'échangent des fragments de brin mélangeant les allèles maternels avec des allèles paternels. C'est le phénomène d'enjambement (aussi appelé crossing-over) ou recombinaison intra-chromosomique, qui entraîne une importante diversité génétique. La recombinaison génétique, ainsi que le réassortiment aléatoire des chromosomes, vont fournir une source importante de diversité qui permet aux populations eucaryotes de s'adapter aux conditions environnementales.

## Types de chromosomes homologues
Chez les organismes dont le sexe est déterminé génétiquement, on appelle gonosomes les chromosomes participant à la détermination du sexe, et autosomes ceux qui n'y participent pas.
On appelle hétérosomes (ou hétérochromosomes) des chromosomes homologues qui ne sont pas identiques en apparence, comme les chromosomes sexuels.